# Imagineering (empresa)
Imagineering, es localitza a Glen Rock, Nova Jersey, va ser una empresa desenvolupadora de videojocs d'Absolute Entertainment, -ells eren una empresa desenvolupadora independent-. Molts dels videojocs desenvolupats per Absolute incloent-hi A Boy and his Blob, Battle Tank, Super Battletank i The Rescue of Princess Blobette (la continuació de A Boy and His Blob). Les empreses feien jocs amb les seus respectius publicadors de videojocs, com Acclaim Entertainment, Hi Tech Expressions i THQ, sobretot pel sistema Game Boy.
Imagineering es va unir a Absolute el 1994.

## Alguns dels videojocs que formen part d'Absolute
- Adventures of Rocky & Bullwinkle and Friends, The
- Bart Simpson's Escape from Camp Deadly
- Bartman Meets Radioactive Man
- Destination Earthstar
- Family Dog
- Family Feud
- Ghostbusters II
- Jeopardy! Featuring Alex Trebek